# Costruttore di veicoli ferroviari

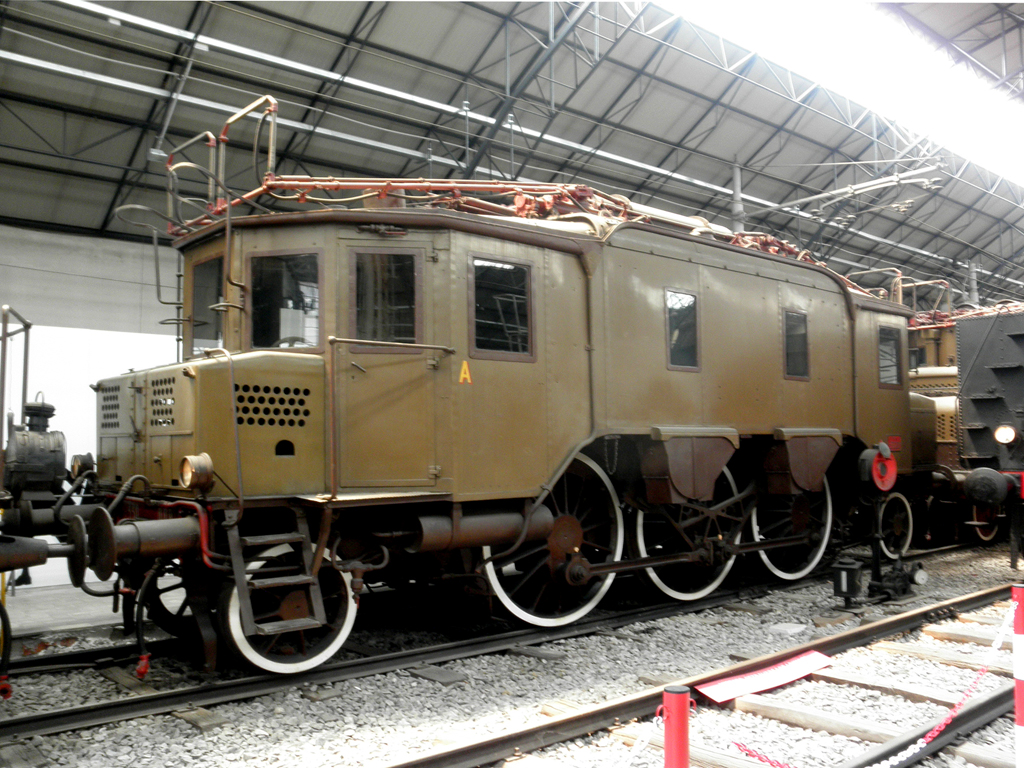
La locomotiva elettrica FS E.330.008, conservata nel Museo nazionale della scienza e della tecnologia "Leonardo da Vinci", fotografata nel luglio 2010. Commissionate e acquistate dalle Ferrovie dello Stato italiane, le locomotive del gruppo E.330 furono progettate integralmente dalla direzione tecnica dello stabilimento di Vado Ligure della Società Italiana Westinghouse. Le unità immatricolate E.330.009-016 furono costruite integralmente, per le parti meccaniche ed elettriche, dalla Westinghouse, mentre quelle immatricolate 001-008 per la parte meccanica (il carro, composto dal telaio e dal rodiggio) furono costruite dalla Breda. Il trolley di tutte e sedici le unità, invece, fu costruito dal Tecnomasio Italiano Brown Boveri (la casa madre del Tecnomasio, la svizzera Brown Boveri, deteneva i relativi brevetti), acquistato direttamente dalle FS per ragioni di opportunità e da queste passato alla Westinghouse e alla Breda per il montaggio sulle locomotive.

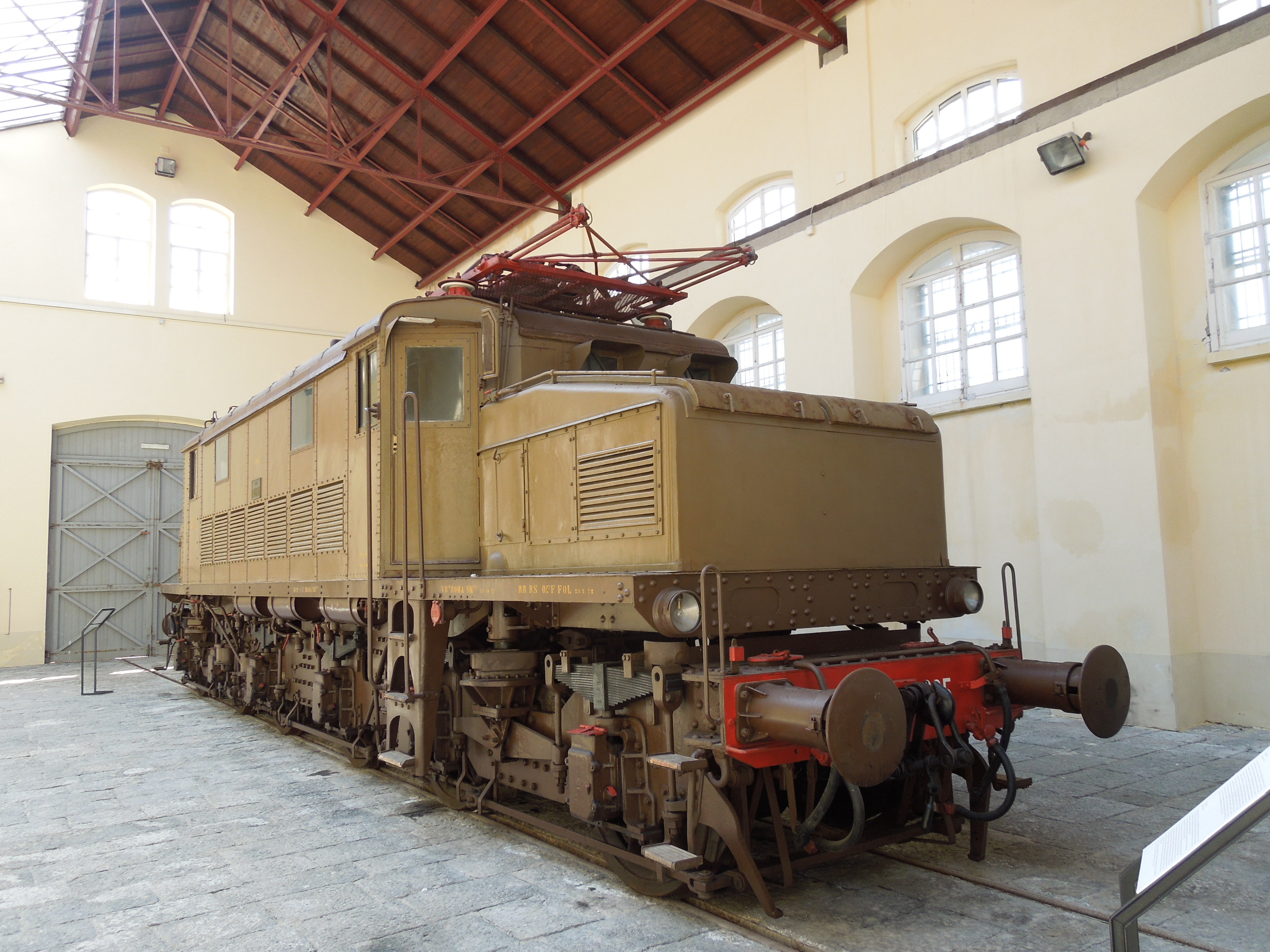
La locomotiva FS E.626.005, conservata nel Museo nazionale ferroviario di Pietrarsa, fotografata il 2 agosto 2012. Costruite in 448 unità tra il 1927 e il 1939, le locomotive del gruppo E.626 permisero l'inizio e lo sviluppo della trazione elettrica a corrente continua ad alta tensione sulla rete delle Ferrovie dello Stato italiane. Poiché all'epoca della decisione di sperimentare il sistema di trazione elettrica a c.c. 3 kV il Servizio Materiale e Trazione FS aveva soltanto esperienze di progetto di locomotive del sistema a corrente alternata trifase ad alta tensione, le FS stabilirono di progettare in proprio solo la parte meccanica dei 14 prototipi del gruppo. Per il progetto e la costruzione della parte elettrica fu bandito un concorso tra i costruttori italiani e stranieri, ai cui vincitori fu poi commessa la costruzione. La locomotiva E.626.005, progettata per la parte elettrica dal Tecnomasio Italiano Brown Boveri e costruita anche per la parte meccanica nel suo stabilimento di Vado Ligure, iniziò le corse di prova nel gennaio 1928.

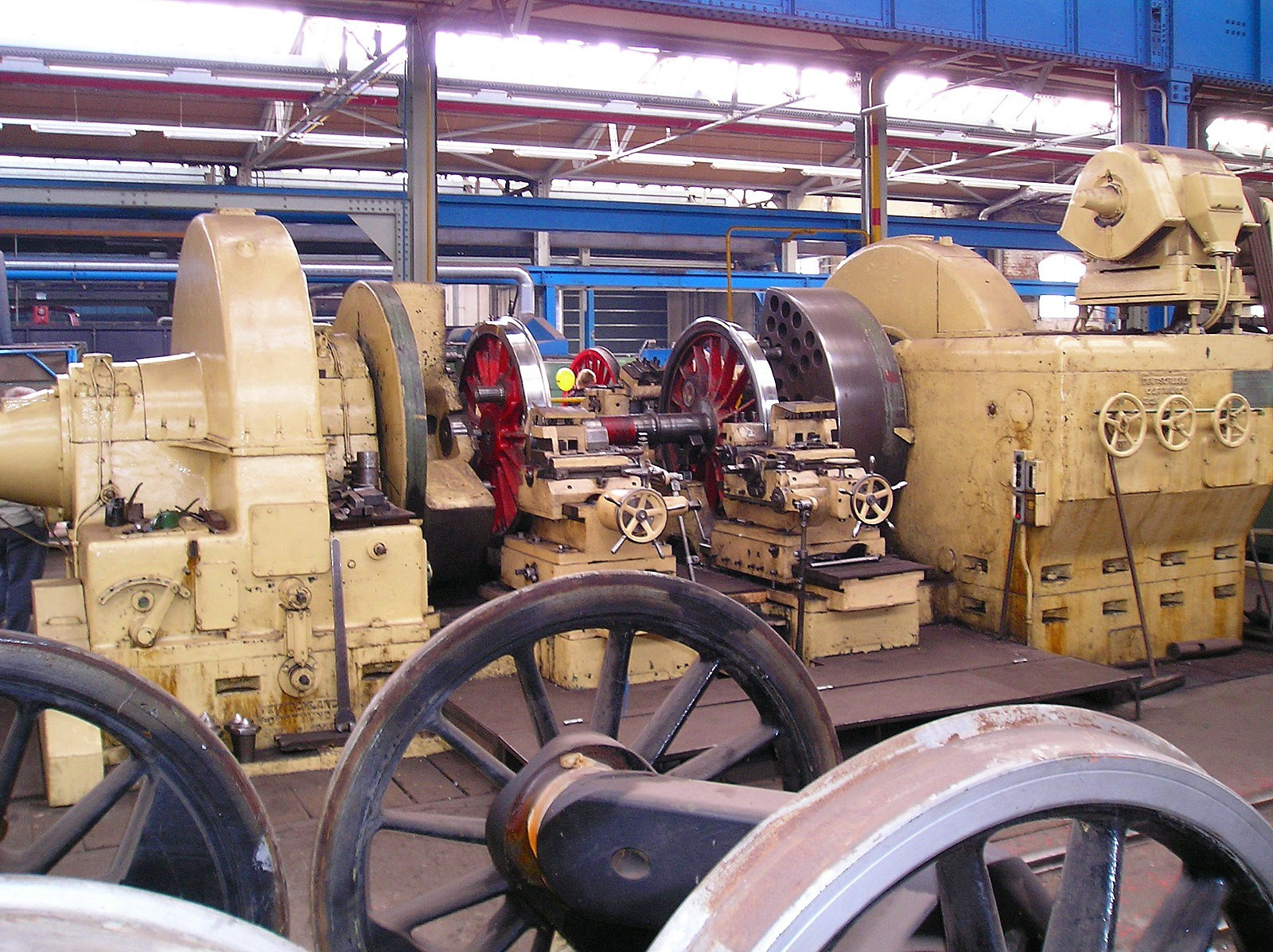
Tornitura dei cerchioni della sala montata di una locomotiva a vapore nella Dampflokwerk Meiningen nel 2008. Il cerchione è la parte del rodiggio che genera l'aderenza tra la ruota e la rotaia e, quindi, il moto dell'unità di trazione. Essendo soggetto a notevole usura, viene periodicamente sottoposto a tornitura per riportarne il profilo alle specifiche di progetto. L'officina di Meiningen è una delle poche officine ferroviarie rimaste nel mondo in grado di sottoporre a riparazione le locomotive a vapore, effettuando se necessario la costruzione a nuovo di parti di esse anche di grande impegno costruttivo come le caldaie.

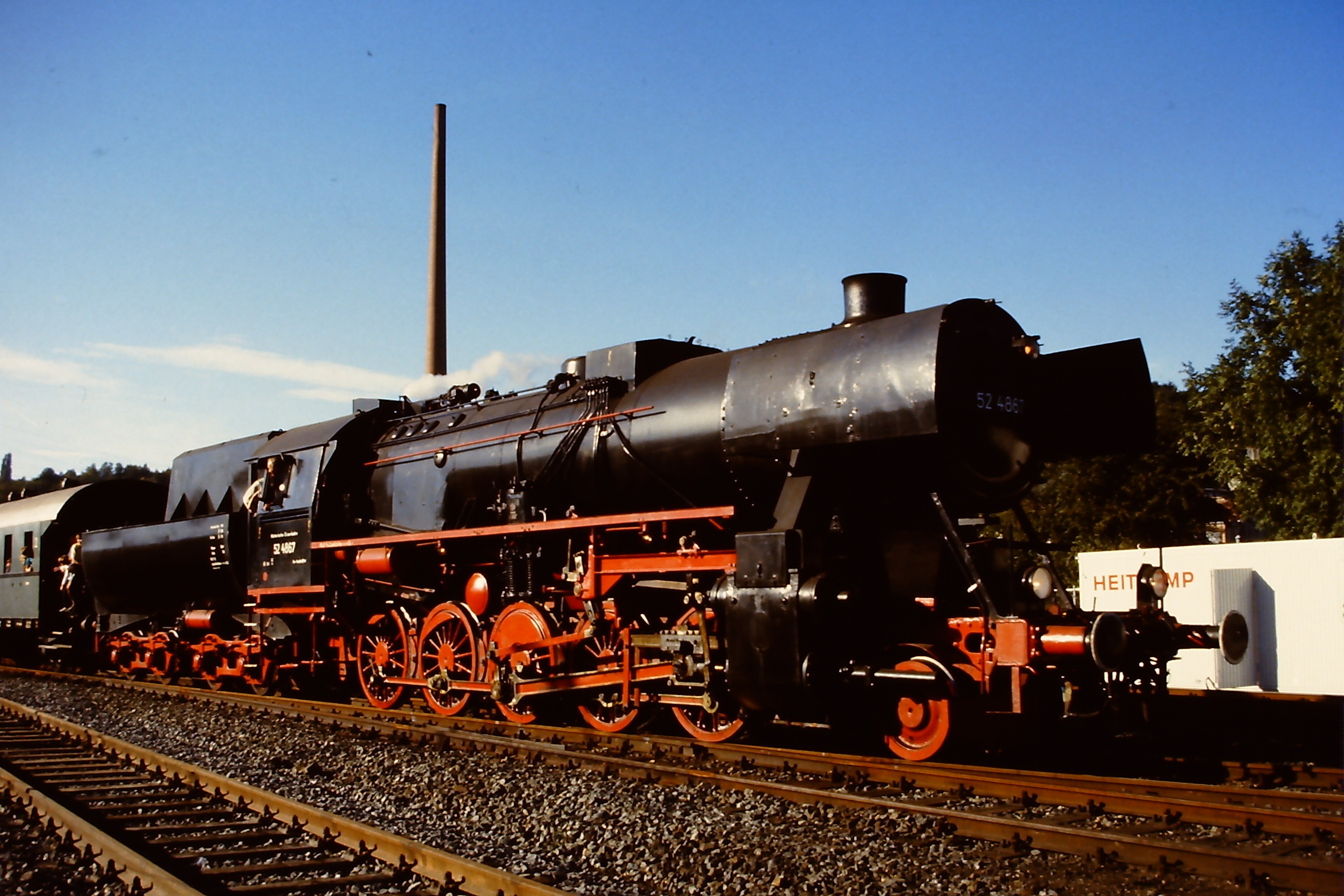
La locomotiva 52.4867 della Deutsche Bundesbahn in mostra a Bochum-Dahlhausen l'8 ottobre 1985. Le locomotive del gruppo 52 furono costruite in almeno 7 000 unità tra il 1942 e il 1951 come "locomotive di guerra" (Kriegslokomotive) della Deutsche Reichsbahn. Le "locomotive di guerra" furono prodotte in gran numero grazie a una elevata standartizzazione del progetto che permise di suddividere la produzione delle loro parti componenti fra molte fabbriche anche non specializzate nelle produzioni ferroviarie, non solo tedesche ma anche austriache, belghe, cecoslovacche, polacche e ungheresi.

Un costruttore di veicoli ferroviari è un'industria che fabbrica, assembla e vende materiale rotabile ferroviario: locomotive, automotrici, carrozze, carri e altri tipi di veicoli.
Generalmente sono inserite in tale definizione anche le industrie produttrici di veicoli per altri tipi di trasporti su rotaie, come le tramvie e le metropolitane, giacché le commesse vengono espletate con gli stessi sistemi di produzione usati per i veicoli ferroviari.

## Generalità
La storia e l'attualità dei costruttori di veicoli ferroviari presentano sia casi di industrie che esauriscono le commesse al proprio interno, sia casi di industrie che, per necessità organizzative, tecnologiche o economiche, o per richieste del committente, subappaltano la fornitura di parti componenti ad altre industrie riservandosi l'assemblaggio.
I clienti sono le società di trasporto (esercenti linee e reti ferroviarie, tramviarie e di metropolitane). Essi acquistano direttamente i veicoli costruiti a nuovo e a volte, se non dispongono di officine interne o per altre ragioni, affidano ai costruttori anche la manutenzione dei veicoli di loro proprietà.
Il progetto dei veicoli da costruire viene redatto dai committenti o dagli stessi costruttori. Nella storia e nell'attualità dei trasporti su rotaie sono molti i casi di collaborazione, in varie forme, tra i committenti e costruttori sia nella fase del progetto sia in quella dell'applicazione alla manutenzione della valutazione dei risultati dell'esercizio dei veicoli.
Le normative tecniche, recepite dalle legislazioni, prevedono un'omologazione dei prototipi e il collaudo dei veicoli costruiti, generalmente svolto in contraddittorio tra i costruttori e i committenti sotto il controllo delle autorità di vigilanza, prima della concessione dell'autorizzazione a circolare sulle reti di trasporto.
I notevoli capitali necessari per l'impianto, il mantenimento e lo sviluppo delle industrie costruttrici di materiale ferroviario hanno generato, nel tempo, la loro aggregazione in grandi cartelli e gruppi, spesso multinazionali.
I tipi costruttivi dei veicoli possono rispondere a specifiche esigenze del committente (e in tal caso, se lo stesso committente dispone di uffici di progetto o ha fatto sviluppare da altri il progetto, il costruttore si limita a ricevere le specifiche e i disegni esecutivi e a eseguire la costruzione) o a tipi meno caratterizzati (in tal caso il costruttore dispone di un catalogo di vendita, i cui prodotti spesso vengono acquistati senza particolari richieste di modifica: è questo il caso di molte locomotive da manovra acquistate dai gestori di raccordi, su cui spesso circolano pochissime unità di trazione, fatto che rende non conveniente lo sviluppo di progetti diversificati rispetto ai tipi costruttivi già disponibili).
La complessità dei prodotti, insieme a motivi economici, hanno a volte spinto vari costruttori a raggrupparsi in consorzi temporanei per acquisire le commesse. Esistono, inoltre, associazioni permanenti che raggruppano tra i loro soci aziende costruttrici che operano comunque in modo indipendente.

### Riferimenti
1. ↑  Mascherpa 1979, pp. 29-30, 33.
2. ↑  Mascherpa 1989, pp. 12-20, 101-107.
3. ↑  Greggio, p. 208.